# Herschel (kráter na Mimasu)

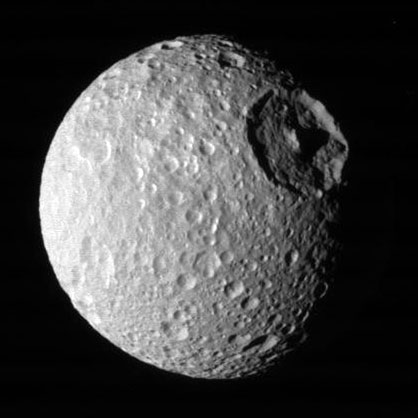
Kráter Herschel na Saturnově měsíci Mimas

Kráter Herschel na Saturnově měsíci Mimas je impaktní kráter o průměru 130 km, který zabírá téměř třetinu měsíční polokoule. Název dostal po objeviteli měsíce Mimas, anglickém astronomovi německého původu Williamu Herschelovi.
Valy kráteru dosahují výšky přibližně 5 km, kráter je hluboký 10 km a jeho střed leží přesně na rovníku. V centrální části se nachází vyvýšeniny s vrcholy 6 km nade dnem kráteru.
Protože průměr měsíce je 390 km, náraz tělesa, které tento kráter způsobilo, narušil jeho stavbu. Mohlo dokonce dojít k rozlomení Mimase. Předpokládá se, že díky dopadu relativně velkého tělesa, které kráter vytvořilo (v poměru k velikosti měsíce), došlo na opačné polokouli vlivem šokových vln k popraskání měsíční kůry a vznikly tak kaňony či údolí jako Ossa Chasma nebo Pangea Chasma.
Východně leží kráter Dynas, severovýchodně pak Balin, oba krátery mají shodný průměr 35 km. Za severozápadním okrajovým valem Herschela se táhne kaňon Oeta Chasma.
I když bývá naznačována podobnost mezi vzhledem Hvězdou smrti ze Star Wars a vzhledem měsíce Mimas s kráterem Herschel, film vznikl o několik let dříve, než byl kráter Herschel objeven.